# Lysandra samsoni
Lysandra samsoni är en fjärilsart som beskrevs av Ruggero Verity 1920. Lysandra samsoni ingår i släktet Lysandra och familjen juvelvingar. Inga underarter finns listade i Catalogue of Life.